# Jan Gissberg
Jan Gissberg (né en 1948) est un dessinateur, un réalisateur et un animateur suédois.

## Biographie
En 1981, Jan Gissberg réalise le long métrage animé Peter le chat (Pelle Svanlös), pour lequel il travaille également au storyboard et à l'animation. Par la suite, il réalise plusieurs autres films d'animation, longs métrages ou courts métrages.
Jan Gissberg fait aussi partie des dessinateurs ayant illustré la série de BD 91:an (scénarisée par Rudolf Petersson puis par Nils Egersson). Il a aussi participé au feuilleton radiophonique Lilla Fridolf.
En 1992, Jan Gissberg a remporté un Guldbagge Award en Suède pour sa carrière artistique.

## Filmographie
- 1973 : Totte (téléfilm : réalisation)
- 1981 : Peter le chat (Pelle Svanslös, long métrage : réalisation, storyboard, animation)
- 1982 :  Sjörövarfilmen (court métrage : réalisation, animation)
- 1982 : Kattresan (court métrage : réalisation)
- 1984 :  Bill och hemliga Bolla (court métrage : réalisation, animation)
- 1985 : Polo en Amérique (Pelle Svanslös I Amerikatt, long métrage : réalisation, animation)
- 1987 : Kalle Stropp och Grodan Boll (court métrage : réalisation, animation, effets sonores)
- 1990 : I skog och mark (animation)
- 1991 : Froggy et Charlie au pays des pommes de pin (Kalle Stropp och Grodan Boll på svindlande äventyr, long métrage : réalisation, animation)
- 1976 : Agaton Sax och Byköpings gästabud (Agaton Sax och Byköpings gästabud, long métrage : réalisation, animation)